# Las Asturias Fraccionamiento
Las Asturias Fraccionamiento är en ort i Mexiko.   Den ligger i kommunen Tlajomulco de Zúñiga och delstaten Jalisco, i den centrala delen av landet, 400 km väster om huvudstaden Mexico City. Las Asturias Fraccionamiento ligger 1 526 meter över havet och antalet invånare är 132.
Terrängen runt Las Asturias Fraccionamiento är en högslätt. Runt Las Asturias Fraccionamiento är det ganska tätbefolkat, med 222 invånare per kvadratkilometer. Närmaste större samhälle är Guadalajara, 19,2 km nordväst om Las Asturias Fraccionamiento. I omgivningarna runt Las Asturias Fraccionamiento växer huvudsakligen savannskog.